# ジャンロマネ賞
ジャンロマネ賞（Prix Jean Romanet）は、フランスのドーヴィル競馬場で施行される競馬の競走である。3歳以上の牝馬のみが出走できる芝2,000メートルの平地競走で、グループ制ではG1（グループ1）に格付けされている。

## 概要
2004年からG2の格付けで新設された比較的新しいレースである。2009年よりG1に昇格した。
競走名は創設の前年に死去したジャン・ロマネ (Jean Romanet, 1914 - 2003) を記念したものである。ロマネはフランスギャロの前身にあたる奨励協会 (Société d'Encouragement) の会長を1961年から1986年まで務めた。
創設時より2024年までは4歳以上限定であったが、2025年より3歳馬にも開放されることになった。

## 歴代優勝馬
| 回 | 施行日        | 優勝馬                 | 性齢 | タイム  | 勝利騎手                   | 管理調教師                     | 馬主                                                | 出典          |
| -- | ------------- | ---------------------- | ---- | ------- | -------------------------- | ------------------------------ | --------------------------------------------------- | ------------- |
| 1  | 2004年8月22日 | ウォートルベリー       | 牝4  | 2:12.90 | ティエリ・ジレ             | フランソワ・ロオー             | ジャック・ベレス                                    | [ 4 ] [ 5 ]   |
| 2  | 2005年8月21日 | プライド               | 牝5  | 2:08.80 | クリストフ・ルメール       | アラン・ド・ロワイエ＝デュプレ | Fair Salinia Ltd                                    | [ 6 ] [ 7 ]   |
| 3  | 2006年8月20日 | サトワクイーン         | 牝4  | 2:11.90 | ティエリ・テュリエ         | ジャン・ド・ルーアル           | スティーヴン・ランプレル & ジリアン・ランプレル     | [ 8 ] [ 9 ]   |
| 4  | 2007年8月19日 | サトワクイーン         | 牝5  | 2:11.10 | ティエリ・テュリエ         | ジャン・ド・ルーアル           | スティーヴン・ランプレル & ジリアン・ランプレル     | [ 10 ] [ 11 ] |
| 5  | 2008年8月24日 | フォークオペラ         | 牝4  | 2:10.70 | ランフランコ・デットーリ   | サイード・ビン・スルール       | ゴドルフィン                                        | [ 12 ] [ 13 ] |
| 6  | 2009年8月23日 | アルパインローズ       | 牝4  | 2:05.50 | ジェラルド・モッセ         | アラン・ド・ロワイエ＝デュプレ | Ecurie Des Monceaux & Skymarc Farm & Moussac Family | [ 14 ] [ 15 ] |
| 7  | 2010年8月22日 | スタセリタ             | 牝4  | 2:09.30 | クリストフ・スミヨン       | ジャン＝クロード・ルジェ       | マーティン・シュワルツ                              | [ 16 ] [ 17 ] |
| 8  | 2011年8月21日 | アナウンス             | 牝4  | 2:10.90 | マキシム・ギュイヨン       | アンドレ・ファーブル           | ハーリド・ビン・アブドゥッラー                      | [ 18 ] [ 19 ] |
| 9  | 2012年8月19日 | イジートップ           | 牝5  |         | ウィリアム・ビュイック     | ジョン・ゴスデン               | Helena Springfield Ltd                              | [ 20 ] [ 21 ] |
| 10 | 2013年8月18日 | ロマンチカ             | 牝4  | 2:10.72 | マキシム・ギュイヨン       | アンドレ・ファーブル           | ハーリド・ビン・アブドゥッラー                      | [ 22 ] [ 23 ] |
| 11 | 2014年8月24日 | リボンズ               | 牝4  | 2:09.98 | ランフランコ・デットーリ   | ジェームズ・ファンショー       | エリート・レーシング・クラブ                        | [ 24 ] [ 25 ] |
| 12 | 2015年8月23日 | オデリズ               | 牝5  | 2:14.77 | アドリー・デ・フリース     | カール・バーク                 | Mme Barbara M. Keller                               | [ 26 ] [ 27 ] |
| 13 | 2016年8月21日 | スピーディボーディング | 牝4  | 2:07:10 | フレデリック・ティリキ     | ジェームズ・ファンショー       | Helena Springfield Ltd                              | [ 28 ] [ 29 ] |
| 14 | 2017年8月20日 | アジュマンプリンセス   | 牝4  | 2:04:13 | アンドレア・アッゼニ       | ロジャー・ヴェリアン           | モハメド・オバイド・アル・マクトゥーム              | [ 30 ] [ 31 ] |
| 15 | 2018年8月19日 | ノンザ                 | 牝4  | 2:06.46 | アレクシス・バデル         | アンリ＝フランソワ・ドヴァン   | アンリ・ドヴァン夫人                                | [ 32 ] [ 33 ] |
| 16 | 2019年8月18日 | コロネット             | 牝5  | 2:09:95 | ランフランコ・デットーリ   | ジョン・ゴスデン               | デンフォード牧場                                    | [ 34 ] [ 35 ] |
| 17 | 2020年8月23日 | アウダーリャ           | 牝4  | 2:08.23 | イオリッツ・メンディザバル | ジェームズ・ファンショー       | アリソン・マリー・スウィンバーン                    | [ 36 ] [ 37 ] |
| 18 | 2021年8月22日 | グランドグローリー     | 牝5  | 2:06.99 | クリスチャン・デムーロ     | ジャンルカ・ビエトリーニ       | Albert Frassetto, John D'Amato & Mike Pietrangelo   | [ 38 ] [ 39 ] |
| 19 | 2022年8月21日 | アリスティア           | 牝4  | 2:08.03 | ショーン・レヴィー         | リチャード・ハノン・ジュニア   | エリザベス・ロバーツ                                | [ 40 ] [ 41 ] |
| 20 | 2023年8月20日 | マルキーズドセヴィニエ | 牝4  | 2:06.77 | アレクシス・プーシャン     | アンドレ・ファーブル           | エドゥアール・ド・ロチルド男爵                      | [ 42 ] [ 43 ] |
| 21 | 2024年8月18日 | マルキーズドセヴィニエ | 牝5  | 2:08.86 | アレクシス・プーシャン     | アンドレ・ファーブル           | エドゥアール・ド・ロチルド男爵                      |               |

## 日本人騎手の成績
| 回数  | 施行日        | 騎乗馬名         | アルファベット表記 | 齢 | 騎手名 | 管理調教師 | 頭数 | 着順 |
| ----- | ------------- | ---------------- | ------------------ | -- | ------ | ---------- | ---- | ---- |
| 第2回 | 2005年8月21日 | ウォートルベリー | Whortleberry       | 5  | 武豊   | F. ロオー  | 12頭 | 3着  |